# Springer spaniel anglès

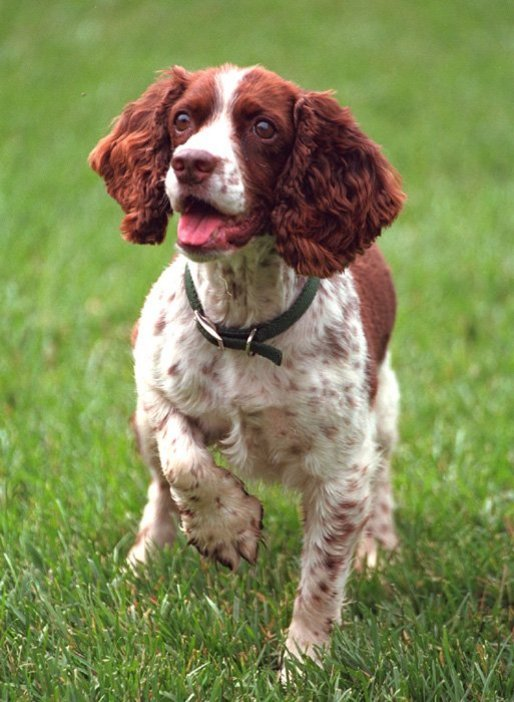
Springer spaniel anglès

El springer spaniel anglès (en anglès english springer spaniel) és una tradicional raça de gos de caça, utilitzada per aixecar i recuperar preses. És una de les diverses varietats de spaniels. El springer és un gos mitjà. La diferència en aparença entre el field i el bench springer spaniel anglès es deu a l'especialització per part dels criadors i d'entrada es distingirà pels colors, marcacions i quantitat de pèl. El bench springer tindrà una capa fosca simètricament repartida en tot el cos amb orelles llargues i fosques, collaret blanc, potes blanques i molts serrells. El field springer tindrà més blanc, gairebé a punt de ser completament blanc, amb el cap i les orelles fosques i algunes marques de color en el cos de vegades amb taques.
En segon pla, les diferències es notaran en la conformació del cap, llarg de cos i llarg de cua. El field springer té un musell més puntegut amb menys llavi i les orelles són implantades més altes. És més llarg de llom i pel fet que la cua és el major indicador que el gos hagi ensumat un ocell, serà tallada més llarga.
El field springer és el màxim en atletisme i performance. El bench Springer és un superb exemplar de tipicitat, sanitat i simetria. Però tots dos compleixen amb el seu propòsit original: el d'acompanyant del caçador i ambdós combinen la bellesa, la força i la qualitat al màxim.
Els springer spaniels del continent europeu tenen moltes taquetes sense cura al repartiment de taques, són menys angulosos, més alts, compactes i quadrats.

## Història

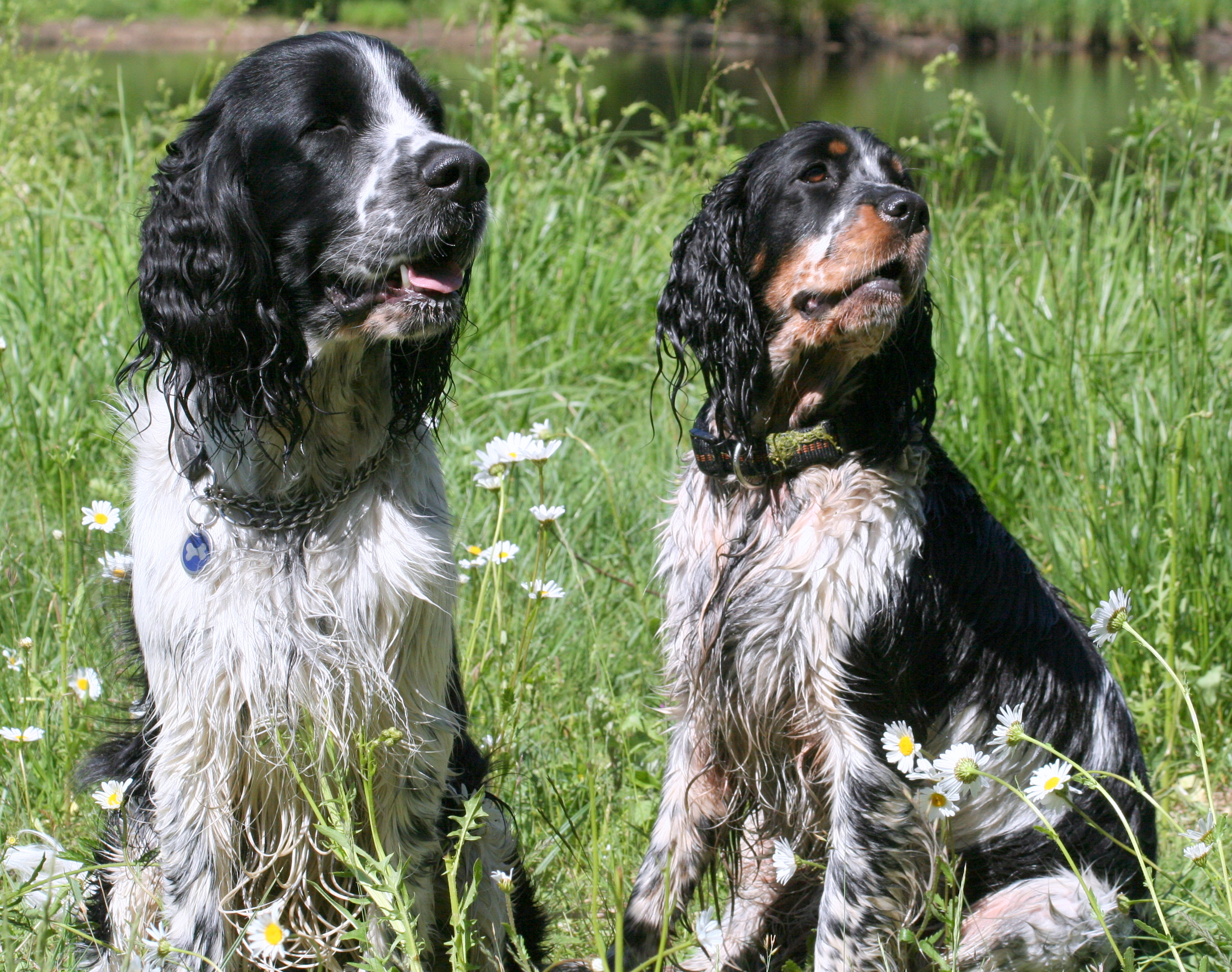
Springer spaniel anglès

Els avantpassats de El springer spaniel anglès es van originar juntament amb els altres spaniels. Tal com indica el nom "spaniel", aquests gossos van procedir, probablement, d'Espanya. De tota manera va ser a la Gran Bretanya on es van originar els seus avantpassats més recents.
És potser el més antic dels spaniels anglesos i del grup de caça, apareixent en pintures des del segle xvii, a partir del qual han evolucionat els anomenats Land Spaniels (spaniels de terra), excepte els Clumbers. Originalment el seu nom era el de Norfolk Spaniel, ja que provenia del comtat anglès de Norfolk. El seu nom actual prové de la seva tasca "springing", fer saltar i sortir les preses dels caçadors. La veritat és que es va començar a seleccionar com a raça al voltant del 1800. Aleshores, els spaniels es dividien en dos grups: els que pesaven menys d'11,5 kg rebien el nom de cocker, mentre que els que superaven aquesta xifra es denominaven field spaniels o springers anglesos. El springer spaniel anglès va ser reconegut per l'English Kennel Club el 1902, on es va redactar el primer estàndard de la raça. Per l'American Kennel Club va ser reconegut el 1910. Els entusiastes de competències de camp van fundar el seu club Essfta el 1924 i era comú que un springer que va participar en proves àrdues el dia anterior, participés d'un concurs de conformació (bellesa) l'endemà. Va ser el 1927 que es va establir l'estàndard de la raça amb una revisió el 1932. L'últim campionat de springers aptes per a ambdues competències va ser a principis dels anys 1940. Des de llavors, la raça va ser criada d'acord amb la seva específica funció: el field english springer spaniel per competències de camp/obediència, i el bench Springer Spaniel per conformació/bellesa. Avui dia existeixen aquests 2 tipus de springer. La raça és molt antiga i prové d'un origen pur, havent de ser conservada tal com és.

## Utilització

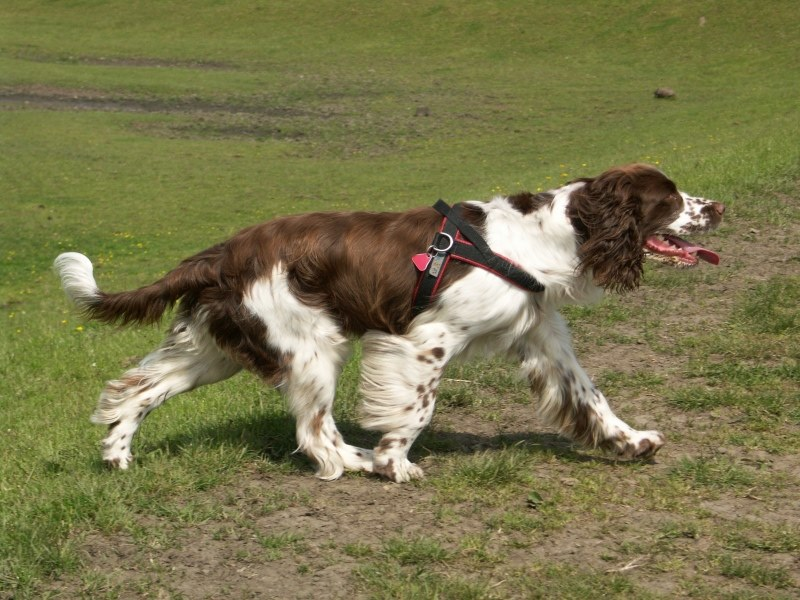
Springer spaniel anglès

Ben proporcionat i equilibrat, El springer spaniel anglès té la resistència i la intel·ligència per a tota classe d'activitat, com són: proves d'agilitat, caçar o qualsevol altra tasca que el faci partícip de la seva rutina diària.
Com a caçador, és apreciat com excel·lent gos de recerca i de cobrament al bosc o en matolls així com en aigua profunda i entre joncs.
Així mateix, és un gos fàcil d'entrenar, afectuós i proper. Sol ser afectuós amb el seu amo. Encara que és bo amb els nens, pot ser una molt bona mascota, tendeix a posseir un nivell d'energia de mitjà a alt.
Aquesta raça és generalment bona amb altres animals domèstics, com ara gats i fures, però, en certes situacions, poden no tolerar gossos del mateix sexe. No obstant això, El springer spaniel anglès no és convenient per a llars amb ocells com animals domèstics, pel seu instint natural a caçar. Com amb totes les races, els gossos han d'arribar a acostumar-se a altres animals domèstics i és millor introduir a casa animals domèstics quan són molt joves.
El springer spaniel anglès és un gos actiu, alerta, intel·ligent i impacient, el que el fa un company ideal per caçar.